# Pterobryopsis orientalis
Pterobryopsis orientalis är en bladmossart som beskrevs av Fleischer 1917. Pterobryopsis orientalis ingår i släktet Pterobryopsis och familjen Pterobryaceae. Inga underarter finns listade i Catalogue of Life.